# Света Богородица Достойно ест (Метони)
„Света Богородица Достойно ест“ (на гръцки: Παναγίας Άξιον Εστίν) е православен женски манастир край катеринското село Метони (Нео Елевтерохори), Егейска Македония, Гърция, част от Солунската митрополия на Църквата на истинно-православните християни на Гърция (Синод на Матей).

## Местоположение
Манастирът е разположен на 2 km северно от Палео Елевтерохори и на 2 km западно от Метони (Нео Елевтерохори).

## История
Основан е в 1966 година с благословията на митрополит Димитрий Солунски. Пръв игумен на манастира е йеромонах Тарасий Карагунис, който по-късно става берски, негушки и камбанийски митрополит.